# Copa Pelé 1989
El II Mundial de Señores  (conocido también como Copa Pelé 1989) fue la segunda edición de la Copa Mundial de Másters. Las selecciones que participaron fueron seis: Alemania Federal, Argentina, Brasil, Italia, Reino Unido y Uruguay. Las bases del torneo consistían en un hexagonal de todos contra todos, y al finalizar la liguilla, los dos primeros se enfrentarían en la final para definir al campeón, donde Brasil se impondría a Uruguay por un marcador de 4-2.
Se otorgaban 2 puntos por partidos ganados, 1 punto por partidos empatados y 0 puntos por partidos perdidos.
Todos los partidos se jugaron en la ciudad de São Paulo.

## Resultados
| Partidos            |           |                  |           |                  |            |
| Fecha               | Ciudad    | Oponentes        | Oponentes | Oponentes        | Resultados |
| 15 de enero de 1989 | São Paulo | Argentina        | -         | Uruguay          | 1:2        |
| 15 de enero de 1989 | São Paulo | Brasil           | -         | Reino Unido      | 3:0        |
| 16 de enero de 1989 | São Paulo | Italia           | -         | Alemania Federal | 1:1        |
| 18 de enero de 1989 | São Paulo | Argentina        | -         | Reino Unido      | 4:2        |
| 19 de enero de 1989 | São Paulo | Uruguay          | -         | Alemania Federal | 1:0        |
| 19 de enero de 1989 | São Paulo | Brasil           | -         | Italia           | 1:1        |
| 22 de enero de 1989 | São Paulo | Alemania Federal | -         | Reino Unido      | 1:2        |
| 22 de enero de 1989 | São Paulo | Brasil           | -         | Argentina        | 3:0        |
| 24 de enero de 1989 | São Paulo | Italia           | -         | Uruguay          | 3:3        |
| 25 de enero de 1989 | São Paulo | Brasil           | -         | Alemania Federal | 2:0        |
| 26 de enero de 1989 | São Paulo | Argentina        | -         | Italia           | 1:0        |
| 26 de enero de 1989 | São Paulo | Reino Unido      | -         | Uruguay          | 1:2        |
| 29 de enero de 1989 | São Paulo | Alemania Federal | -         | Argentina        | 5:1        |
| 29 de enero de 1989 | São Paulo | Italia           | -         | Reino Unido      | 0:0        |
| 30 de enero de 1989 | São Paulo | Brasil           | -         | Uruguay          | 2:0        |

## Tabla de posiciones
| Equipo           | Pts | PJ | PG | PE | PP | GF | GC | Dif |
| ---------------- | --- | -- | -- | -- | -- | -- | -- | --- |
| Brasil           | 9   | 5  | 4  | 1  | 0  | 11 | 1  | +10 |
| Uruguay          | 7   | 5  | 3  | 1  | 1  | 8  | 7  | +1  |
| Italia           | 4   | 5  | 0  | 4  | 1  | 5  | 6  | –1  |
| Argentina        | 4   | 5  | 2  | 0  | 3  | 7  | 12 | –5  |
| Alemania Federal | 3   | 5  | 1  | 1  | 3  | 7  | 7  | 0   |
| Reino Unido      | 3   | 5  | 1  | 1  | 3  | 5  | 10 | –5  |

## Final
Al finalizar Brasil y Uruguay entre los dos primeros puestos jugaron un partido extra para definir al campeón de acuerdo a las bases del torneo de aquel año.
| Partido              |           |           |           |           |           |
| Fecha                | Ciudad    | Oponentes | Oponentes | Oponentes | Resultado |
| 2 de febrero de 1989 | São Paulo | Brasil    | -         | Uruguay   | 4:2       |

## Campeón
Campeón
Brasil
1.er título